# Pero stolidata
Pero stolidata là một loài bướm đêm trong họ Geometridae.